# Madeline Hartog-Bel
Madeline Hartog-Bel Houghton est une femme mannequin péruvienne, née le 12 juin 1946 à Camaná, dans la région d'Arequipa. En 1967, elle est élue Miss Monde.

## Biographie
Fille d'Alfredo Hartog Granadino, ancien maire de Camaná, et d'Henriette Bel Houghton, elle passe son enfance dans la ville de Piura (nord du Pérou) d'où son père est originaire. Elle remporte le concours de Miss Pérou, en 1966, en représentant la région de Piura.
Toujours en 1966, elle émigre en France afin de travailler pour l'agence de mannequins Dorian Leigh à Paris. Elle participe cette même année au concours Miss Univers, mais c'est l'année suivante qu'elle obtient la consécration internationale en remportant le concours Miss Monde 1967.
Ce sacre lui permet de faire une tournée en décembre 1967 au Vietnam, en compagnie de l'acteur Bob Hope, la chanteuse Barbara McNair et l'actrice Raquel Welch, afin de rendre visite aux soldats américains engagés dans la Guerre du Vietnam,.
Elle vit actuellement aux États-Unis et a une fille. Par ailleurs, il faudra attendre 2004 pour voir une deuxième péruvienne être élue Miss Monde (María Julia Mantilla).